# 471143 Dziewanna
Dziewanna /dʒɛˈvɑːnə/ (định danh hành tinh vi hình: 471143 Dziewanna) là một thiên thể bên ngoài Sao Hải Vương nằm trong đĩa phân tán, Dziewanna quay quanh Mặt Trời với quỹ đạo nằm ở ngoài cùng Hệ Mặt Trời. Ngày 13 tháng 3 năm 2010, các nhà thiên văn học Andrzej Udalski, Scott Sheppard, Marcin Kubiak và Chad Trujillo phát hiện Dziewanna khi họ thực hiện quan sát tại Đài thiên văn Las Campanas, Chile và đặt tên nó theo tên Devana trong thần thoại Slav.